# Giulești (Maramureș)
Giulești es una comuna ubicada en el distrito de Maramureș, Rumania.

## Superficie
Cuenta con una superficie de 82,80 kilómetros cuadrados.

## Demografía
Hasta 2021 la población era de 2841 habitantes, con una densidad de población de 34,31 habitantes por kilómetro cuadrado.